# Mwandishi
Mwandishi je deveti studijski album ameriškega jazzovskega pianista Herbieja Hancocka, ki je leta 1971 izšel pri založbi Warner Bros. Records.

## Ozadje
To je eden Hancockovih prvih odmikov od tradicionalnih idiomov jazza in začetek novega, kreativnega in originalnega stila, s katerim je pritegnil širše množice, pred izidom albuma Head Hunters leta 1973. S tem albumom je Hancock poskusil nadaljevati glasbene principe in stile, ki jih je igral z Milesom Davisom pri albumu In a Silent Way. Hancockov prejšnji poskus jazz fusiona je bil album Fat Albert Rotunda, ki je bil posnet za Cosbyjevo oddajo Fat Albert and the Cosby Kids.
Album je posnel Mwandishi sekstet, ki je bil sestavljen okrog Hancocka in progresivnih pojmov funka, jazza in rocka tistega časa.
Mwandishi vsebuje tri skladbe: »Ostinato«, s 15/8 taktovskim načinom; »You'll Know When You Get There« in »Wandering Spirit Song«. Zadnja predstavlja Hancockovo obsežno uporabo napetosti in sproščanja, pri čemer je napetost grajena s povečanjem glasbenih glasov in povečanjem crescendov, da sprosti napetost z akordi na svojem sintetizatorju.
Mwandishi je ime v svahiliju, ki ga je Hancock uporabljal konec 60. in začetek 70. let. Vsak član seksteta je dobil svoje ime v svahiliju: Mchezaji (Buster Williams), Jabali (Billy Hart), Mganga (Eddie Henderson), Mwile (Bennie Maupin), Pepo Mtoto (Julian Priester) in Ndugu (Leon "Ndugu" Chancler).

## Izdaje
Mwandishi je skupaj z albumoma Fat Albert Rotunda in Crossings ponovno izšel v enem setu pod imenom Mwandishi: The Complete Warner Bros. Recordings leta 1994 in leta 2014 pod imenom The Warner Bros. Years (1969-1972).

## Seznam skladb
Avtor vseh skladb je Herbie Hancock, razen kjer je posebej napisano.
| Št. | Naslov                                    | Dolžina |
| --- | ----------------------------------------- | ------- |
| 1.  | „Ostinato (Suite for Angela)‟             | 13:10   |
| 2.  | „You'll Know When You Get There‟          | 10:22   |
| 3.  | „Wandering Spirit Song‟ (Julian Priester) | 21:26   |

## Glasbeniki

### Mwandishi sekstet
- Mwandishi / Herbie Hancock – Fender Rhodes
- Mchezaji / Buster Williams – bas
- Jabali / Billy Hart – bobni
- Mganga / Eddie Henderson – trobenta, krilnica
- Mwile / Bennie Maupin – basovski klarinet, altovska flavta, pikolo
- Pepo Mtoto / Julian Priester – tenorski trombon, basovski trombon

### Gostje
- Leon "Ndugu" Chancler – bobni in tolkala pri »Ostinato (Suite for Angela)«
- José "Chepito" Areas – konge in timbales pri »Ostinato (Suite for Angela)«
- Ronnie Montrose – kitara pri »Ostinato (Suite for Angela)«